# Антэкология
Антэколо́гия (от от. др.-греч. antos — цветок и др.-греч. οἶκος — обиталище, жилище, дом, имущество) — буквально «экология цветения и опыления» (Robertson Ch., 1904, цит. по Пономарёв, 1968), это изучение всех возможных взаимоотношений цветущего растения с внешним миром и познание внутреннего мира цветка.
Согласно  А. Н. Пономареву, экология опыления должна включать сложные и разнообразные связи между цветком и средой, вскрывать зависимость опыления не только от агентов, непосредственно осуществляющих его, но и от многих других экологических факторов, действующих косвенно.
В рамках антэкологии одним из приоритетных направлений является изучение консортивных взаимодействий растения (автотрофа) и животных (гетеротрофных компонентов). Консорции (Беклемишев, 1951; Раменский, 1952) — «… сочетания разнородных организмов, тесно связанных друг с другом в их жизнедеятельности известной общностью их среды» (Раменский, 1952, с. 186—187). То есть консортами являются различные организмы (чаще всего гетеротрофы), каким-либо образом влияющие на жизнь растения, при этом сам автотроф является ядром (детерминантом) консорции (Мазинг, 1966; Работнов, 1978, 1998). В определение «консортивные отношения» вкладывается понимание экологически-взаимообусловленных процессов трансформации энергии (Миркин, Розенберг, 1978; Миркин, 1986), как, в пределах самой консорции, так, и в экосистеме, слагающейся различными консорциями.

## Синдромы опыления
В антэкологии принято выделять так называемые «синдромы опыления». Классификация синдромов опылления была предложена Фегри и ван дер Пейлом (1982). Анализируя различные типы отношений в консорциуме цветущих растений, авторы предложили следующие определения для описания синдромов опыления:
 — мийофилия (опыление двукрылыми насекомыми, главным образом мухами);
 — меллитофилия (опыление перепончатокрылыми);
 — микромеллитофилия (опыление мелкими одиночными пчелами),
 — ипсихофилия (опыление дневными чешуекрылыми);
 — фаленофилия (опыление ночными чешуекрылыми);
 — кантарофилия (опыление жесткокрылыми);
 — орнитофилия (опыление птицами);
 — хироптерофилия (опыление летучими мышами).
Кроме учения о консорции наиболее важными аспектами антэкологических исследований являются: биология цветка, ход и продолжительность цветения, нектарность, пыльцевая продуктивность и репродуктивный успех (Понамарев, 1960; Nilsson, 1992; Злобин, 2000).
Совокупность данных об антэкологии, консорции, биологии цветка, фенологии и репродуктивном успехе растения, в конечном итоге, позволяет познать процессы экологии репродукции конкретных видов, обитающих в конкретных условиях среды. Это, в свою очередь, приводит к пониманию сложных систем репродукции высших растений (Батыгина, 2000, 2011).